# Каньйони Арсії
Каньйони Арсії (лат. Arsia Chasmata) — це депресія зі стрімкими схилами в квадранглі Phoenicis Lacus планети Марс, розташована за координатами 7,6° пд. ш., та 119,3° зх. д.. Її протяжність становить близько 97 км, а свою назву це утворення отримало від назви класичної деталі альбедо.
Чимало деталей поверхні в каньйонах Арсії утворилися внаслідок западання поверхні. Самі каньйони розташовані на північно-східному схилі гори Арсія (Arsia Mons). Вулкан Arsia Mons, наряду з Pavonis Mons, Ascraeus Mons та деякими іншими вулканами, утворюють пряму лінію. Arsia Chasmata теж перебувають на цій лінії.
Arsia Chasmata є однією з тих місцевостей, де науковці шукають докази існування водного середовища на Марсі в минулому. Так, спектрометр CRISM, що на космічному апараті Mars Reconnaissance Orbiter, дозволив виявити в Arsia Chasmata мінерали, що підтверджують наявність тут води в минулому. Такими мінералами є, зокрема, філосилікати та піроксени. Наявність філосилікатів також свідчить про те, що батьківські породи в цій місцевості можуть бути багатими на базальт.
|                                                                                           |
| Arsia Chasmata, знімок HiRISE. Ланцюжок ерозійних кратерів видно справа внизу зображення. |

| |
| Утворення нового ерозійного кратера в Arsia Chasmata, приблизно посередині ланцюжка ерозійних кратерів. |